# Sławomir Musiej
Sławomir Tomasz Musiej (ur. 23 października 1952 w Siedlcach) – polski samorządowiec, działacz związkowy i opozycyjny w PRL.

## Życiorys
Syn Stanisława i Haliny. W 1973 ukończył Liceum Ogólnokształcące w Siedlach, następnie pracował w PKS Siedlce, Odlewni Staliwa Stalchemak i Wojewódzkim Związku Spółdzielczości Pracy. Od września 1980 członek NSZZ „Solidarność”, został sekretarzem Oddziału Siedlce Regionu Mazowsze i delegatem na Wojewódzki Zjazd Delegatów, a także redaktorem „Serwisu Bieżącego”. 13 grudnia 1981 internowany w ośrodkach odosobnienia w Białej Podlaskiej, Włodawie, Lublinie oraz Kwidzynie (w tym ostatnim uczestniczył w buncie więźniów i głodówce, został pobity przez Służbę Więzienną). Zwolniono go w październiku 1982, po utracie pracy podjął własną działalność gospodarczą. W latach 1983–1989 członek Terenowej (potem Oddziałowej) Komisji Wykonawczej „S” Siedlce, od 1989 członek Tymczasowego Zarządu Regionu Mazowsze. Organizował kolportaż podziemnej prasy w regionie podlaskim. Został członkiem Klubu Inteligencji Katolickiej i działaczem Diecezjalnego Komitetu Charytatywno-Społecznego w Siedlcach.
Od 1989 do 1998 delegat na Wojewódzkie Zjazdy Delegatów Regionu Mazowsze i Krajowe Zjazdy Delegatów „Solidarności”. Został członkiem władz i wiceprzewodniczącym Zarządu Regionu Mazowsze i od 1989 do 1995 przewodniczącym oddziału siedleckiego. W wyborach parlamentarnych w 1993 otwierał siedlecką listę okręgową Komitetu Wyborczego NSZZ „Solidarność”. W kadencji 1994–1998 radny Rady Miejskiej w Siedlcach z ramienia Siedleckiego Towarzystwa Samorządowego, wszedł w skład zarządu miasta. Został współzałożycielem Stowarzyszenia Pomocy Społecznej, Rehabilitacji i Resocjalizacji im. Hansa Christiana Koffedy, od 1998 prowadził własną działalność gospodarczą. W 2001 zrezygnował z członkostwa w NSZZ „Solidarność”.

## Odznaczenia
W 2011 odznaczony Krzyżem Kawalerskim Orderu Odrodzenia Polski za wybitne zasługi w działalności na rzecz przemian demokratycznych w Polsce. W 2016 otrzymał Krzyż Wolności i Solidarności.